# Gefecht bei Rinnthal
Das Gefecht bei Rinnthal (auch Schlacht von Rinnthal) war das heftigste Gefecht des Pfälzischen Aufstandes und fand am 17. Juni 1849 bei Rinnthal im Tal der Queich statt. Die Revolutionstruppen unter August Willich versuchten vergeblich, den Vormarsch der preußischen Truppen auf Landau aufzuhalten.

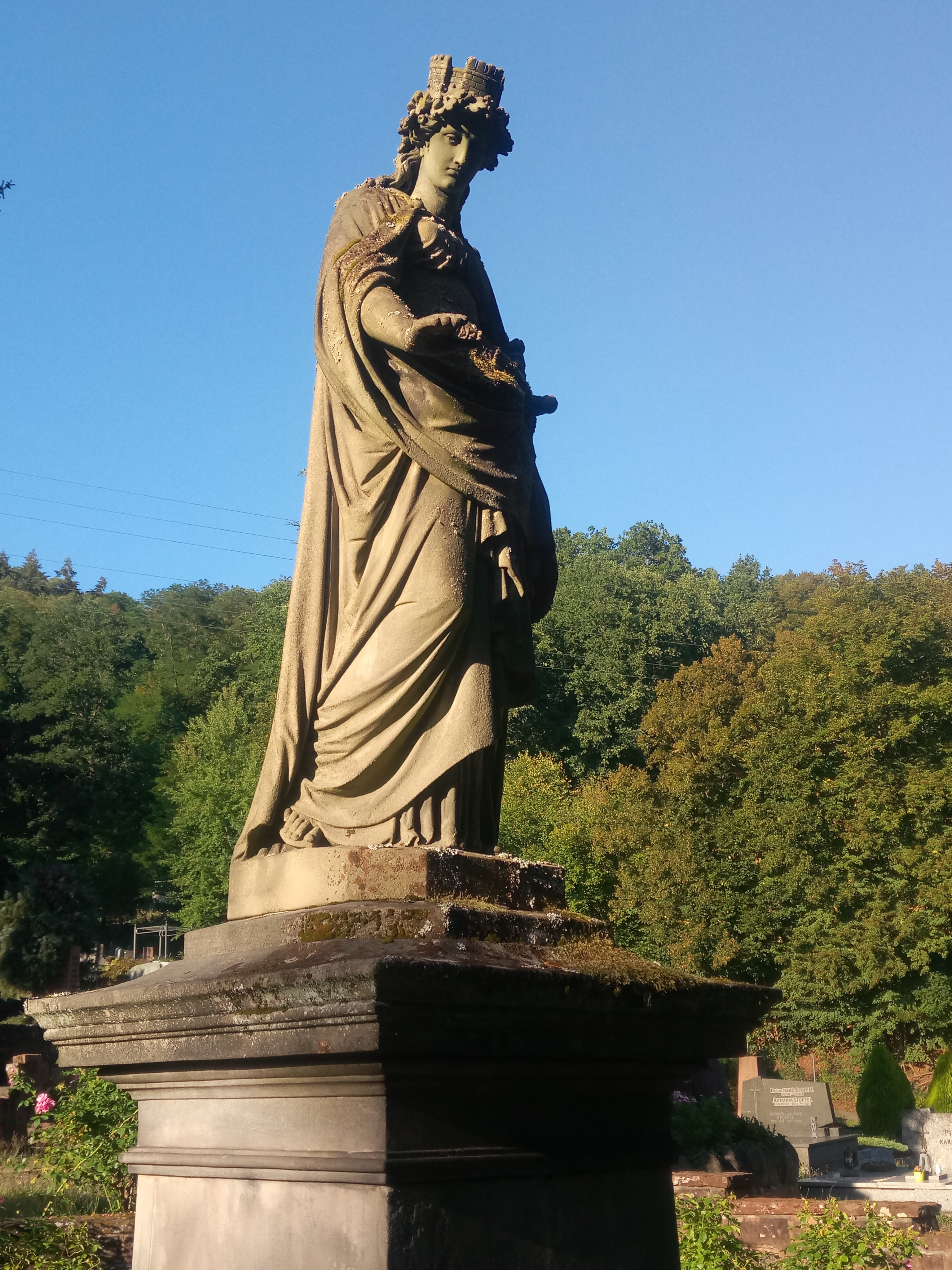
Annweiler Friedhof, Denkmal für die Gefallenen des Gefechtes

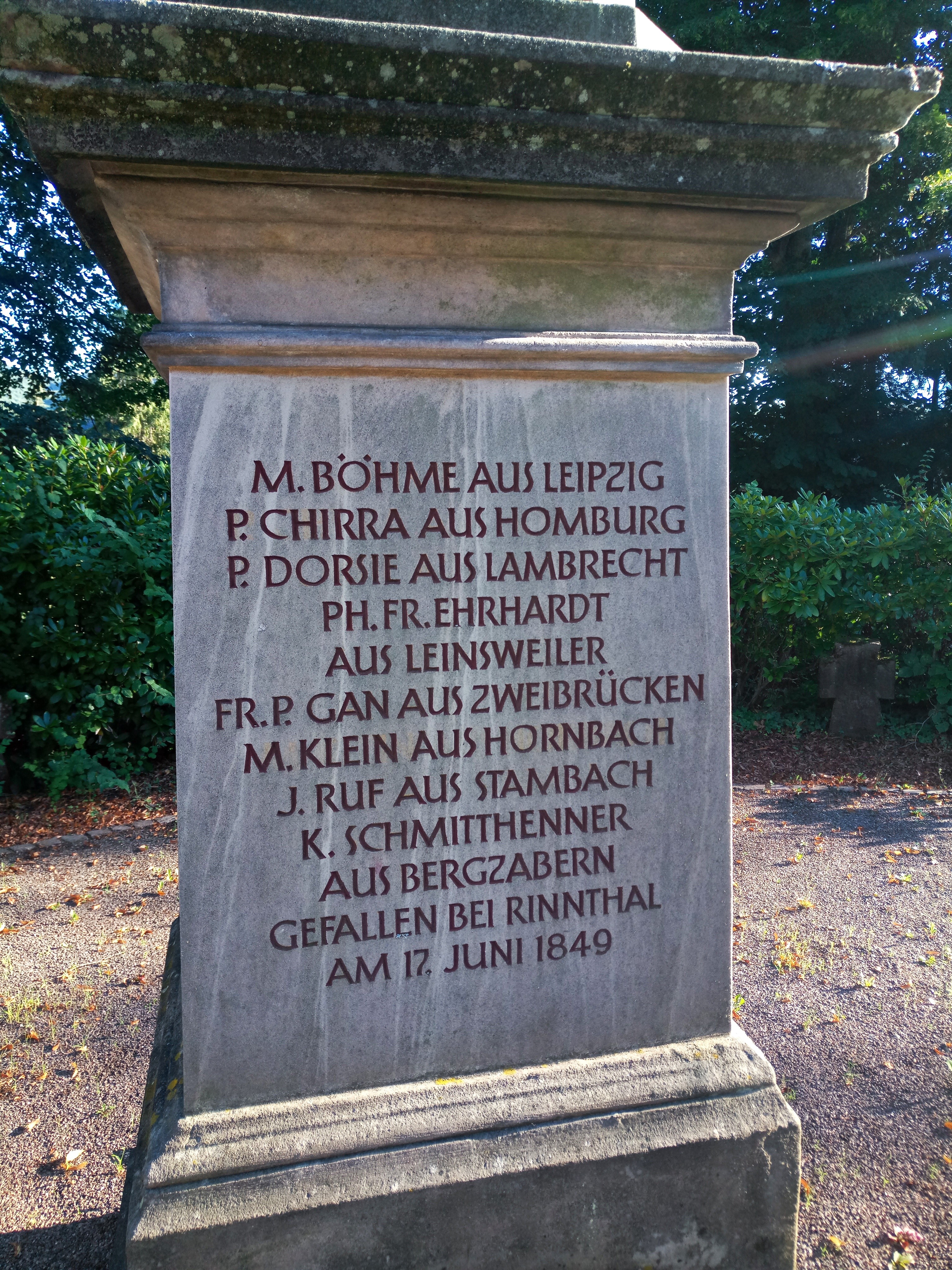
Annweiler Friedhof, Denkmal für die Gefallenen, Namensliste der dort Begrabenen

Gefecht bei Kirchheimbolanden – Gefecht von Ludwigshafen – Gefecht bei Rinnthal

## Vorgeschichte
Die Bewegung der Märzrevolution in den Mitgliedsstaaten des deutschen Bundes hatte zur Wahl der Frankfurter Nationalversammlung als erster gesamtdeutscher Volksvertretung geführt. Dieses Parlament hatte am 28. März 1849 eine Verfassung des deutschen Reiches verkündet, die die Staatsform einer erblichen konstitutionellen Monarchie vorsah. Der preußische König Friedrich Wilhelm IV. lehnte die angebotene Kaiserkrone ab. Am 23. April lehnten der bayerische König und seine Regierung die Paulskirchenverfassung ab, was von der Linken als Staatsstreich angesehen wurde. Am 2. Mai wurde beschlossen, einen zehnköpfigen Landesausschuss zur Verteidigung und Durchführung der Reichsverfassung einzurichten und am 7. Mai 1849 legitimierte der Bevollmächtigte der Zentralgewalt für die Pfalz, Bernhard Eisenstuck, den Landesverteidigungsausschuss.
Am 3. Mai 1849 brach der Dresdner Maiaufstand aus, der bereits am 9. Mai durch sächsische und preußische Truppen niedergeschlagen wurde. Am 11. Mai begann der dritte badische Aufstand mit der Meuterei der badischen Truppen in der Bundes-Festung Rastatt.
Am 11. Juni begann die Invasion eines improvisierten „1.“ preußischen Armeekorps unter Generalleutnant Moritz von Hirschfeld. Die Avantgarde seiner 1. Division unter Hauptmann Hermann von Hanneken überschritt bei Kreuznach unangefochten die pfälzische Grenze und rückte nach Süden vor.

## Beteiligte Verbände
Auf Seite der Revolutionsarmee war an vorderster Front ein pfälzisches Volkswehr-Bataillon unter Alexander Schimmelfennig, das sich vor den anrückenden Preußen von Hinterweidenthal auf Rinnthal zurückgezogen hatte. Am 17. Juni kam August Willich mit seiner Freischar von Frankweiler nach Rinnthal. Er brachte auch das Karlsruher Freikorps Dreher mit und Friedrich Engels gehörte ebenfalls zu Willichs Freischar.
Major Mutius rückte mit der Avantgarde der 2. Division des 1. Armeekorps an. Zunächst ging er mit einem Füsilier-Bataillon des 25. Infanterieregiments, einer Jäger-Kompanie und zwei Geschützen gegen die Stellung der Freischaren vor, während ein Bataillon zur Umgehung der Freischaren über Spirkelbach nach Sarnstall entsandt wurde. Die übrigen Verbände blieben zunächst hinter Wilgartswiesen.

## Verlauf
Die Freischaren hatten die Straße zwischen Wilgartswiesen und Rinnthal verbarrikadiert um den Vormarsch der preußischen Truppen Richtung Landau an einer Engstelle des Tales aufzuhalten. Die Avantgarde der 2. Division des 1. Armeekorps unter Major von Mutius kam unter Beschuss, worauf die Höhe links der Straße – von einem Volkswehr-Bataillon unter Schimmelfennig nur unzureichend besetzt – von den preußischen Jägern erstürmt wurde. Die preußischen Füsiliere nahmen die Brücke vor Rinnthal ein und besetzten danach den Buchholzer Berg, der von den Freischaren ebenfalls zu schwach besetzt war. Nachdem nun die Preußen von den Höhen aus die im Tal stehenden Revolutionäre beschießen konnten, zogen sich diese geordnet und kämpfend bis Sarnstall zurück. Dort setzte dann jedoch eine rasche ungeordnete Flucht ein. Die zersprengten Truppenteile zogen dann am 18. Juni zusammen mit der Hauptmacht der pfälzischen Revolutionsarmee über die Knielinger Brücke nach Baden ab, Willichs Freikorps als letzte Einheit am 19. Juni.

## Andenken
Eine Hinweistafel an der Bundesstraße 10 bei Rinnthal weist auf den Ort des Gefechts hin. Acht gefallene Revolutionäre wurden auf dem Friedhof Annweiler begraben, wo man ihnen 1880 ein Denkmal errichtete (Germania mit Mauerkrone und Inschrift: Auch sie starben für das Vaterland). An verschiedenen Orten der Pfalz erinnern Gedenksteine an die Toten.